# 白轍
白轍（15世紀—16世紀），四川瀘州直隸州納谿縣人，明朝政治人物。

## 生平
白轍是正德五年（1510年）庚午科舉人，正德九年（1514年）成進士，獲授工部主事，監督修整乾清宮和整理北征軍務都有功勞，陞刑部員外郎，釋放高牆宗室三百名，流放宦官黨羽十二人，審訊太監潘朝誹謗楚王朱榮㳦與錢寧、江彬案件為時人推服，再陞郎中後因大禮議事件被杖降謫，回鄉後曾疏陳縣內疾苦，改正邊糧、平均徭役、省去里甲，縣人都深受其惠。

## 引用
1. 1 2  《本朝分省人物考·卷一百九》：白轍，納谿人，正德進士，初授工部主事，督修乾清宮及整理北征軍務皆有功，歷陞刑部員外郎，出高牆宗室三百名口、流宦寺黨惡者十二人，奉命決楚藩潘朝之獄，并錢寧、江彬諸大逆，為時推服，曾疏陳本縣民瘼，改邊糧、均徭役、省里甲，邑人至今受其惠。
2. ↑  嘉慶《四川通志·卷一百二十六·選舉志五》：正德五年庚午科……白轍 瀘州人
3. ↑  嘉慶《納谿縣志·卷八·人物志》：白轍 正德甲戌進士，嘉靖初官刑部郎中，以議禮撼門下，詔獄受杖降謫，見《明史》列傳。